# Vačagan Jegijazarjan
Vačagan Jegijazarjan (* 1. května 1991) je arménský zápasník – klasik.

## Sportovní kariéra
Zápasení se věnuje aktivně od 15 let. Specializuje se na řecko-římský styl. V arménské mužské reprezentaci se pohybuje od roku 2011 ve váze do 130 (120) kg. Jeho největším sportovním úspěchem jsou stupně vítězů na mistrovství Evropy v Tbilisi v roce 2013.

## Výsledky
| Turnaj             | 2008 | 2009 | 2010 | 2011 | 2012 | 2013 | 2014 | 2015 | 2016 | 2017 |
| Turnaj             | 17   | 18   | 19   | 20   | 21   | 22   | 23   | 24   | 25   | 26   |
| Turnaj             | -120 | -120 | -120 | -120 | -120 | -120 | -130 | -130 | -130 | -130 |
| ------------------ | ---- | ---- | ---- | ---- | ---- | ---- | ---- | ---- | ---- | ---- |
| Olympijské hry     | —    |      |      |      | —    |      |      |      | —    |      |
| Mistrovství světa  |      | —    | —    | —    |      | úč.  | úč.  | —    |      | —    |
| Evropské hry       |      |      |      |      |      |      |      | —    |      |      |
| Mistrovství Evropy | —    | —    | —    | —    | —    | 3.   | úč.  | —    | —    | úč.  |
| Univerziáda        |      |      |      |      |      | úč.  |      |      |      |      |
| MS juniorů         | —    | —    | úč.  | úč.  |      |      |      |      |      |      |
| ME juniorů         | —    | úč.  | 5.   | úč.  |      |      |      |      |      |      |
| ME dorostenců      | úč.  |      |      |      |      |      |      |      |      |      |